# Francesco Crispi
Francesco Crispi (4. října 1818, Ribera – 11. srpna 1901, Neapol) byl italský politik a právník, účastník bojů v období risorgimenta, dvakrát předseda vlády.
Svou kariéru začal jako právník v Neapoli. V letech 1848–1849 se účastnil revolučních bojů na území Království obojí Sicílie. Protože podporoval republikánskou činnost Giuseppa Mazziniho, musel z Piemontu odejít do exilu. Útočiště našel na Maltě, kde se oženil, později v Paříži a v Londýně. Do Itálie se vrátil v roce 1859 v době druhé italské války za nezávislost. Byl jedním z hlavních účastníků expedice tisíce, organizované Garibaldim proti Království obojí Sicílie. V roce 1860 byl jedním z tvůrců sicilské prozatímní vlády a ministrem.
Od roku 1861 působil jako poslanec prvního italského parlamentu, člen extrémní levice, ale již v roce 1864 se rozhodl připojit se k monarchistům. V prosinci roku 1877 se stal ministrem vnitra ve vládě Agostina Depretisa, nicméně v březnu 1878 byl nucen odstoupit v důsledku mravnostního skandálu a obvinění z bigamie. Byl premiérem od ledna roku 1887 do 31. ledna 1891 a znovu po Giovannim Giolittim od 15. prosince 1893 do 4. března roku 1896. Zakázal socialistickou stranu a potlačil povstání dělníků a chudých rolníků na Sicílii v letech 1893 až 1894 (fasci rivoluzionari). Jako horlivý zastánce politiky Bismarcka byl příznivcem Trojspolku a otevřeným nepřítelem Francie. Inicioval a podporoval všechny akce k rozšíření koloniální expanze ve Východní Africe. Po porážce u Adwy muset podat demisi. Někteří historici se domnívají, že jeho názory a styl řízení byly vzorem pro Benita Mussoliniho.